# Polycricus nuevus
Polycricus nuevus är en mångfotingart som beskrevs av Chamberlin 1941. Polycricus nuevus ingår i släktet Polycricus och familjen storjordkrypare. Inga underarter finns listade i Catalogue of Life.